# العلاقات الشمال مقدونية المصرية
العلاقات الشمال مقدونية المصرية هي العلاقات الثنائية التي تجمع بين شمال مقدونيا ومصر.

## مقارنة بين البلدين
هذه مقارنة عامة ومرجعية للدولتين:
| وجه المقارنة                                              | شمال مقدونيا                                               | مصر           |
| --------------------------------------------------------- | ---------------------------------------------------------- | ------------- |
| المساحة (كم2)                                             | 25.71 ألف                                                  | 1.01 مليون    |
| عدد السكان (نسمة)                                         | 2.08 مليون                                                 | 94.80 مليون   |
| الكثافة السكانية (ن./كم²)                                 | 80.9                                                       | 93.86         |
| العاصمة                                                   | إسكوبية                                                    | القاهرة       |
| اللغة الرسمية                                             | اللغة المقدونية، اللغة الألبانية                           | اللغة العربية |
| العملة                                                    | دينار مقدوني                                               | جنيه مصري     |
| الناتج المحلي الإجمالي (بليون دولار)                      | 11.34 مليار                                                | 235.37 مليار  |
| الناتج المحلي الإجمالي (تعادل القوة الشرائية) بليون دولار | 29.26 مليار                                                | 998.67 مليار  |
| الناتج المحلي الإجمالي الاسمي للفرد دولار أمريكي          | 4.85 ألف                                                   | 3.61 ألف      |
| الناتج المحلي الإجمالي للفرد دولار أمريكي                 | 16.25 ألف                                                  |               |
| مؤشر التنمية البشرية                                      | 0.747                                                      | 0.690         |
| رمز المكالمات الدولي                                      | +389                                                       | +20           |
| رمز الإنترنت                                              | .mk                                                        | .eg، .مصر     |
| المنطقة الزمنية                                           | توقيت وسط أوروبا، ت ع م+01:00، ت ع م+02:00، أوروبا/سكوبيه ‏ | ت ع م+02:00   |

## مدن متوأمة
في ما يلي قائمة باتفاقيات التوأمة بين مدن شمال مقدونية ومصرية:
- ترتبط إسكوبية مع السويس باتفاقية توأمة منذ 1967.

## منظمات دولية مشتركة
يشترك البلدان في عضوية مجموعة من المنظمات الدولية، منها:
| علم المنظمة | اسم المنظمة                               | تاريخ انضمام شمال مقدونيا | تاريخ انضمام مصر |
| ----------- | ----------------------------------------- | ------------------------- | ---------------- |
|             | مؤسسة التنمية الدولية                     | 25 فبراير 1993            | 26 أكتوبر 1960   |
|             | يونسكو                                    | 28 يونيو 1993             | 22 يناير 1947    |
|             | وكالة ضمان الاستثمار متعدد الأطراف        | 19 مارس 1993              | 12 أبريل 1988    |
|             | الأمم المتحدة                             | 8 أبريل 1993              | 24 أكتوبر 1945   |
|             | الاتحاد البريدي العالمي                   | ?                         | ?                |
|             | البنك الدولي للإنشاء والتعمير             | 25 فبراير 1993            | 27 ديسمبر 1945   |
|             | الاتحاد الدولي للاتصالات                  | 4 مايو 1993               | 9 ديسمبر 1876    |
|             | مؤسسة التمويل الدولية                     | 25 فبراير 1993            | 20 يوليو 1956    |
|             | المركز الدولي لتسوية المنازعات الاستشارية | 26 نوفمبر 1998            | 2 يونيو 1972     |
|             | منظمة التجارة العالمية                    | ?                         | 30 يونيو 1995    |
|             | منظمة الشرطة الجنائية الدولية             | ?                         | 7 سبتمبر 1923    |

## وصلات خارجية
- موقع وزارة الخارجية المصرية